# Jack Ryan: Shadow Recruit
Jack Ryan: Shadow Recruit är en amerikansk actionthrillerfilm från 2014, regisserad av Kenneth Branagh med Chris Pine i huvudrollen som Jack Ryan. Det är en omstart av filmserien.

## Handling
Efter attacken mot USA den 11 september 2001 tar studenten Jack Ryan värvning i marinen. Under ett uppdrag i Afghanistan skjuts den helikopter Ryan befinner sig ombord ner. Läkarna lyckas rädda honom, men han tvingas lära sig gå igen. Medan han läks träffar han en militär, Harper, som rekryterar honom till CIA och placerar honom under täckmantel på Wall Street. Tio år senare upptäcker Ryan att ett ryskt företag döljer konton, som används för att stödköpa amerikanska dollar. Det gör Ryan misstänksam. Motvilligt skickas han till Ryssland, där han försöker få företagsledaren Viktor Cherevin att ge honom insyn. Cherevin utmanövrerar honom, men när Ryans fästmö kommer till Moskva planerar Harper och Ryan att stjäla Cherevins planer. Ryan upptäcker dock att planen innebär att ett stort attentat ska genomföras, något som tillsammans med en massiv dollarförsäljning kommer att sänka hela USA. Frågan blir var Cherevins mullvad befinner sig och var terroristattentatet ska äga rum.

## Avvikelser från romanserien
Jack Ryan skildras i filmen från en period som infaller tidigare än det som böckerna handlar om. Helikopterkraschen och hans ryggskada beskrivs i böckerna som något som har hänt tidigare. Däremot är tidsepoken förskjuten, eftersom Jack Ryan-böckerna utspelar sig på 1980-90-talet och den här filmen efter 2001.

## Rollista (i urval)
- Chris Pine – Jack Ryan
- Keira Knightley – Cathy Muller[4]
- Kevin Costner – Thomas Harper
- Kenneth Branagh – Viktor Cherevin
- Peter Andersson - Dimitri Lemkov
- Nonso Anozie – Embee Deng
- Colm Feore – Rob Behringer
- Gemma Chan – Amy Chang
- David Paymer – Dixon Lewis